# Miss Monde 1960
Miss Monde 1960, est la 10e élection de Miss Monde, qui s'est déroulée au Lyceum Theatre de Londres, au Royaume-Uni, le 8 novembre 1960.
La gagnante est l'Argentine Norma Cappagli, Miss Monde Argentina 1960 succédant à la Néerlandaise Corine Rottschäfer, Miss Monde 1959, et devenant ainsi la première Argentine de l'histoire à remporter le titre, 1 ans après la première participation du pays au concours. 
39 pays et territoires ont participé à l'élection. Le Royaume-Uni organisent le concours pour la 10e fois. C'est la 10e fois que cette élection se déroule à Londres.

## Résultats
| Résultat final  | Candidates |
| --------------- | --- |
| Miss Monde 1960 | - Argentine - Norma Cappagli |
| 1re dauphine    | - Israël - Gila Golan |
| 2e dauphine     | - Afrique du Sud - Denise Muir |
| 3e dauphine     | - Allemagne - Ingrun Helgard Möckel                                                                                                  |
| 4e dauphine     | - États-Unis - Judith Ann Achter |
| Top 10          | - Brésil - Maria Edilene Torreão - Corée - Lee Young-hee - Irlande - Irene Ruth Kane - Italie - Layla Rigazzi                        |
| Top 15          | - Canada - Danica d'Hondt - France - Diane Medina - Japon - Eiko Murai - Norvège - Grethe Solhoy - Rhodésie du Sud - Jenny Lee Scott |

## Candidates

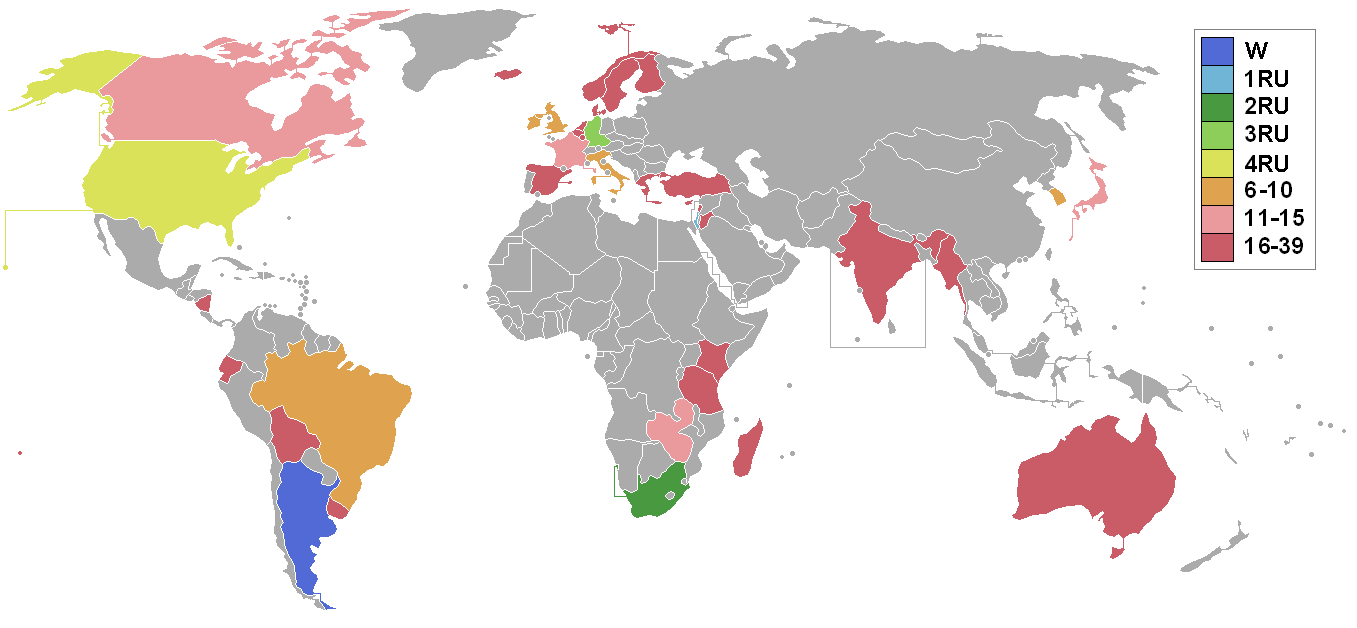
Pays des participantes et résultats

| Pays              | Candidate                            | Âge    | Domicile          |
| ----------------- | ------------------------------------ | ------ | ----------------- |
| Afrique du Sud    | Denise Muir (°1941-†1992)            | 19 ans | Johannesburg      |
| Allemagne         | Ingrun Helgard Möckel (°1941-†1977)  | 18 ans | Dusseldorf        |
| Argentine         | Norma Cappagli (°1939-†2015)         | 21 ans | Parque Patricios  |
| Australie         | Margaret Pasquil Nott                | NC     | NC                |
| Belgique          | Huberte Box                          | NC     | NC                |
| Bolivie           | Dalia Monasteros Thornee             | NC     | La Paz            |
| Brésil            | Maria Edilene Torreão (°?-†2020)     | 18 ans | São José do Egito |
| Birmanie          | Ma Sen Aye                           | NC     | Rangoun           |
| Canada            | Danica d'Hondt                       | 21 ans | Vancouver         |
| Chypre            | Mary Mavropoulos                     | NC     | NC                |
| Corée             | Lee Young-hee                        | 19 ans | NC                |
| Danemark          | Ingelise Bodin                       | 19 ans | Copenhague        |
| Équateur          | María Rosa Rodríguez Vascones        | 18 ans | Guayaquil         |
| Espagne           | Concepción Molinera Palacios         | NC     | NC                |
| États-Unis        | Judith Ann Achter                    | 18 ans | Saint-Louis       |
| Finlande          | Margaretha Schauman                  | NC     | NC                |
| France            | Diane Medina                         | NC     | NC                |
| Grèce             | Kalliopi Geralexi                    | NC     | NC                |
| Hollande          | Carina Verbeeck                      | NC     | NC                |
| Inde              | Iona Pinto (°1936-†2012)             | 24 ans | Mumbai            |
| Irlande           | Irene Ruth Kane                      | NC     | NC                |
| Islande           | Kristín Þorvaldsdóttir (°1942-†2020) | 18 ans | NC                |
| Israël            | Gila Golan                           | 20 ans | Tel Aviv          |
| Italie            | Layla Rigazzi                        | 18 ans | Mortara           |
| Japon             | Eiko Sakimurai                       | NC     | NC                |
| Jordanie          | Eriny Emile Sebella                  | NC     | NC                |
| Kenya britannique | Jasmine Batty                        | 21 ans | Nairobi           |
| Liban             | Gisèle Nicholas Naser                | NC     | NC                |
| Luxembourg        | Liliane Mueller                      | NC     | NC                |
| Madagascar        | Rajaobelina Bedovoahangy             | NC     | Antananarivo      |
| Nicaragua         | Carmen Isabel Recalde                | 18 ans | Léon              |
| Norvège           | Grethe Solhoy                        | NC     | NC                |
| Rhodésie du Sud   | Jenny Lee Scott                      | 18 ans | Kwekwe            |
| Suède             | Barbro Olsson                        | NC     | NC                |
| Tahiti            | Teura Teuira (°1935-†2015)           | 25 ans | Teahupoo          |
| Tanganyika        | Carmen Lesley Woodcock               | NC     | NC                |
| Royaume-Uni       | Hilda Fairclough                     | 23 ans | Heysham           |
| Turquie           | Nebahat Çehre                        | 16 ans | Samsun            |
| Uruguay           | Beatriz Benítez                      | NC     | NC                |

## Observations